# 1795 en Grèce ottomane
Chronologie de la Grèce ottomane
- 1791
- 1792
- 1793
- 1794
- 1795
- 1796
- 1797
- 1798
- 1799

Cette page concerne les évènements survenus en 1795 en Grèce ottomane  :

## Naissance
- Geórgios Grigoriádis (el), combattant pour l'indépendance et personnalité politique.
- Nikólaos Kasomoúlis (el), écrivain.
- Nikólaos Mántzaros, musicien.

## Décès
- Hadji Ali Haseki, voïvode d'Athènes.